# Nizozemska zahodnoindijska družba

Nizozemska zahodnoindijska družba (Geoctroyeerde West-Indische Compagnie - WIC) je bila trgovska delniška družba s pooblastili in vojaško podporo Republike Nizozemske. Ustanovljena je bila za ekonomsko bojevanje proti Španiji in Portugalski na področju zahodne Afrike in Amerike. Delovala je v obdobju 1621-1791.
Družba je v tridesetih in štiridesetih letih 17. stoletja zgradila oporišča na zahodnoafriški Zlati obali in ustanovila vrsto kolonij v Ameriki, med njimi Novo Holandijo v severni Braziliji, manjše kolonije v Gvajani in na Nizozemskih Antilih ter Novo Nizozemsko v severni Ameriki. Vendar stroški družbe nikdar niso pokrili vlaganj. Sredi 1640-tih so se začeli vojaški porazi, izgubila je Novo Holandijo in sredi 1650-tih so bile njene delnice praktično brez vrednosti. Prenovljena je potem uspevala s trgovanjem med Nizozemsko in ameriškim tržiščem, katerega velik del je bila prodaja zahodnoafriških sužnjev na plantaže južne Amerike. V 18. stoletju je hitro naraščala trgovina z nizozemskimi kolonijami v Gvajani. Družba se od izgub v 4. nizozemsko-angleški vojni (1780-4) ni več opomogla.

## Uvod
Leta 1598, po obnovitvi španskega embarga za nizozemske ladje, si je nizozemska mornarica zagotovila prevlado v Gvinejskem zalivu v zahodni Afriki in začela nadzorovati trgovino z gvinejskim zlatom in slonovo kostjo. Kmalu potem so Nizozemci na Zlati obali zgradili trdnjavo Nassau (Mourée). Nizozemske ladje so se začele pogosteje pojavljati tudi na Karibih in ob severnih obalah Južne Amerike, kjer so iskali predvsem visoko kvalitetno sol (ki so jo doma nujno potrebovali za konzervacijo lososov), pa tudi živalske kože, tobak, barvila, sladkor, srebro in zlato, ki so jih dobivali pri tistih španskih naseljencih, ki so bili oddaljeni od svojih oblasti (Venezuela, zahodni Santo Domingo) in pri gvajanskih in amazonskih Indijancih.
Privatne družbe, ki so trgovale z Gvinejo in Ameriko, so čutile potrebo po podpori in vojaški zaščiti države. Tudi nizozemska javnost, politika in gospodarstvo so bili že leta 1606 soglasni, da bi bilo potrebno tudi za zahodno poloblo ustanoviti družbo po vzoru Nizozemske vzhodnoindijske družbe. A v letih 1606-7 se je Republika pogajal o miru s Španijo in španski pogoj za mir je bil tudi neosvajanje novih kolonij. Glavni politični strateg Republike Johan van Oldenbarnevelt je dal prednost miru pred kolonijami (kar ga je kasneje stalo glavo) in družba takrat ni bila ustanovljena.

## Ustanovitev Družbe
Po izteku dvanajstletnega premirja (1609-21) ovir ni bilo več in, potem ko so trgovci v treh letih zbrali ustanovni kapital, so bili postavljeni temelji Nizozemske zahodnoindijske družbe. Država je podelila Družbi monopol za trgovanje v Ameriki in zahodni Afriki (v začetku za 24 let). Pooblastila jo je, da vzdržuje vojsko in vojaške ladje, nastavlja guvernerje, sklepa pogodbe z domorodci, vse pod vrhovnim nadzorom Države (oz. staten-generaal, skupščine Republike Nizozemske). Država je Družbi obljubila pomoč pri zagotavljanju orožja, streliva, vojakov in vojaških ladij. Vojaški poveljniki in guvernerji so morali priseči zvestobo Družbi in Državi.
Družbo je sestavljalo 5 regionalnih komor. Vsaka je ločeno upravljala s svojim kapitalom. Splošno politiko je določala zvezna uprava, imenovana heren XIX, v kateri so bil sedeži razdeljeni po vloženem začetnem kapitalu. Amsterdamski komori so pripadale 4/9 sedežev, zelandski 2/9, rotterdamski, severno-holandski in groningenski po 1/9 sedežev. Tudi trgovske odprave so bile načrtovane v vnaprej določenih devetterminskih ciklih.
Družba od vsega začetka svojih kolonij ni upravljala povsem centralno. Nekatere kolonije so upravljale posamezne trgovske komore, druge, manj pomembne, je prepustila v upravljanje privatnikom, ki so bili pripravljeni prevzeti kolonizacijo. Novo Holandijo in trdnjave v zahodni Afriki je upravljala iz centrale.

## Neuspeli poskus prevlade na zahodu (1624-1654)
Družba je bila ustanovljena z namenom, da z vojsko doseže prevlado nad trgovino v zahodni Afriki in Ameriki. A njene začetne operacije se niso iztekle po pričakovanjih. Šele leta 1630 je z zavzetjem portugalskega mesta Recife na vzhodni konici južnoameriške celine dobila prvo večje oporišče v Južni Ameriki. To je postalo glavno mesto Nove Holandije, nizozemske kolonije v severni Braziliji, in se pod imenom Mauritiopolis razvilo v eno najbolj svetovljanskih mest tedanjega sveta. Skozenj so dobili vstop v Južno Ameriko tudi amsterdamski Judje. Nova Holandija , ki se je raztezala med rekama Mearim in Paraguacu, je doživela svoj razcvet v letih 1637-44, ko je bil njen glavni guverner grof Johan Maurits van Nassau-Siegen. Velike plantaže sladkorja so naredile Nizozemsko za glavnega trgovca sladkorja v Evropi. 
Severno od Brazilije so Nizozemci zadržali majhna naselja v Gvajani. Leta 1634 so zavzeli španski otok Curaçao in si tam zagotovili stalno bazo z odličnim pristaniščem. Od tod so napredovali na majhne karibske otoke in do leta 1648 posedovali 6 otokov današnjih Nizozemskih Antilov (Curaçao, Aruba, Bonaire in severneje Sveti Evstahij, Saba in polovico Sint Maartena). V Seveni Ameriki so ustanovili kolonijo Nova Nizozemska (tudi Nova Belgica) in iz njenih oporišč Novega Amsterdama (danes Manhattan) in Fort Orange (danes  Albany) nadzorovali trgovino s krznom iz Severne Amerike. 
V Afriki je Družba v letih 1637-42 zavzela portugalska oporišča Elmina, Chama, Boutry, Axim na Zlati obali in z vojsko 3.000 mož, ki jo je poslala iz Brazilije, tudi Angolo. Vse je kazalo, da bodo prevzeli tudi trgovino s sužnji, ko so se leta 1645 uprli portugalski katoliški naseljenci v severni Braziliji. Uprli so se oblasti Družbe pa tudi nizozemskim protestantom in portugalskim Judom na splošno. Začeli so vojno, ki se je hitro razširila po kultiviranih predelih severne Brazilije in opustošila sladkorne plantaže. Koncem leta je Družba izgubila oblast nad večino Nove Holandije. Nizozemci in Judje so bili blokirani v Mauritiopolisu in maloštevilnih drugih utrdbah.
Leta 1648, ob koncu vojne s Španijo, je Nizozemska poslala v Mauritiopolis čete, ki naj bi upor zatrle. Čeprav številne (6000 mož), niso mogle zavzeti okolice mesta in so bile dvakrat poražene pri kraju Guararapes (v aprilu 1648 in februarju 1649). Medtem so portugalske čete, poslane iz južne Brazilije, porazila tudi nizozemsko posadko v Angoli. Trije veliki porazi so sprožili politično krizo doma, na Nizozemskem. Delnice Družbe so do leta 1654 izgubile skoraj vso svojo vrednost. Zaupanje javnosti v uspešnost Družbe je splahnelo.

## Delitev posla z lokalnimi ladjarji
Kljub temu je Družbi uspelo v naslednjih dveh desetletjih splesti med svojimi oporišči v zahodni Afriki in Ameriki mrežo trgovskih poti, ki so ji omogočile, da se je obdržala kot ena glavnih trgovskih sil na obeh straneh Atlantika. Za svoje ladje je pridržala plovbo na velike razdalje čez Atlantik, distribucijo po Ameriki pa je prepustila lokalnim trgovcem na Curaçau . Willemstad, naravno zavarovano pristanišče na otoku Curaçao, je bil stična točka obeh delov mreže. V njegova skladišča so velike ladje Družbe vozile iz Nizozemske obrtniške izdelke, tekstil, žgane pijače, začimbe (pri posrednikih v Amsterdamu je bilo mogoče zakupiti prostor na ladjah). Lokalni trgovci so na manjših ladjah razvažalo to blago po otokih in obalah južno- in severno-ameriške celine vse do Nove Nizozemske. Nazaj so vozili severnoameriške živalske kože in južnoameriški sladkor, barvila (rdeči les, indigo), srebro, kar vse je potem Družba (in tudi velike ladje drugih trgovcev, ki so Družbi plačevali davek) prepeljala v Evropo.
Donosno je bilo trgovanje s sužnji, ki jih je Družba kupovala na afriški Zlati obali in prodajala v svojih južnoameriških kolonijah v Gvajani in, potem ko je od španske krone pridobila uradno dovoljenje (asiento), tudi v španskih kolonijah od Venezuele do Paname, največ v kolumbijskem pristanišču Cartagena. 
V drugi nizozemsko-angleški vojni (1664-67) so v začetku Angleži zavzeli nekatere nizozemske ameriške kolonije, vključno Novo Nizozemsko, in tedaj preimenovali njeno glavno mesto Novi Amsterdam v New York. Zdelo se je že, da bodo Nizozemce iztisnili iz Amerike, a Curaçao se ni vdal. Potem pa je v vojni prišlo do preobrata in Nizozemci so si priborili nazaj kolonije v Gvajani (Essequibo, Pomeroon) in trdnjavo Paramaribo, ki jim je odprla pot v angleško kolonijo Surinam. Družba je ponovno okupirala tudi otok Tobago. Po določilih miru v Bredi je Anglija zadržala kolonijo New York (ki je Družba zaradi premalo številnih nizozemskih naseljencev ni mogla uspešno razvijati), vrnila otoka Sveti Evstahij in Sabo in se odpovedala Surinamu in oporišču Cormantine na Zlati obali, ki so ga Nizozemci tedaj preimenovali v Fort Amsterdam.
Leta 1674 se je Družba z novo ustanovno listino preoblikovala in odtlej je bila njena glavna dejavnost trgovina s sužnji. Velike, s topovi oborožene ladje so, natovorjene z izdelki iz domovine, običajno plule najprej do Zlate obale. Tam so vkrcale sužnje in ob jugovzhodnem vetru, ki tam običajno piha, prečkale ocean. Vračale so se direktno na Nizozemsko, otovorjene s kolonialnim blagom. Za eno potovanje je ladja s postanki poprečno porabila leto in pol.

## Razcvet kolonij v Gvajani (18. stoletje)
V začetku 18. stoletja so bili veliki trgovci na Curaçau v glavnem luteranski Nemci, srednji in mali pa sefardski Judje. Kot pomembno vozlišče na poti iz Evrope na Karibske otoke in Severno Ameriko se je tedaj uveljavil tudi otok Sveti Evstahij, ki ni imel (tako kot Curaçao) lastne flote. V njegovem pristanišču so se po letu 1720 srečevale francoske, angleške, španske, ameriške in nizozemske ladje. Leta 1773 se je npr. tam ustavilo 146 ladij , 1/3 od teh iz francoskih kolonij. Med velikimi vojnami 18. stoletja med Veliko Bitanijo in Francijo je bil Sveti Evstahij (Sint Eustatius) edini prehod, skozi katerega je blago iz francoskih kolonij dosegalo evropsko tržišče. 
Najpomembnejša je v 18. stoletju postala ladijska povezava med Amsterdamom in nizozemskimi kolonijami v Gvajani, od katerih je bil najpomembnejši Surinam. Pridelava sladkorja in kave in s tem promet so se hitro povečevali, v obdobju največjega razcveta kolonij (1740-80) tudi za 40% letno. Da bi znižala ceno sužnjev in povečala konkurenčnost svojih kolonij v primerjavi s francoskimi in britanskimi, je nizozemska oblast okrog leta 1730 dovolila trgovino s sužnji tudi trgovcem izven Družbe. Ti so družbi le plačevali davek za nakup sužnjev v zahodni Afriki. Na leto so v Surinam prepeljali kakih 3-4 tisoč sužnjev

## Propad Družbe
V četrti angleško-nizozemski vojni (1780-84) je Velika Britanija najprej zavzela Sint Eustatius, nato nizozemske trdnjave v zahodni Afriki (razen Elmine) in kolonije v Gvajani (ki pa so jih Nizozemcem nazaj priborili Francozi). Vojna je Družbi prizadejala velike materialne izgube in delnice Družbe od leta 1780 praktično niso imela vrednosti. Izkazalo se je, da Družba ni le bankrotirala, ampak da tudi organizacijsko ni več sposobna voditi poslov. Leta 1791 je bila likvidirana, njene kolonije in trdnjave pa so prišle direktno pod skupščino Republike Nizozemske. Potem ko je republikanska Francija zavzela Republiko Nizozemsko in po napoleonskih vojnah je večino nekdanjih kolonij in trdnjav Družbe zasedla Velika Britanija. Z dunajskim kongresom leta 1814 sta bili koloniji Surinam in Curaçao vrnjeni na novo ustanovljeni kraljevini Združenih Nizozemsk.